# 3DMark
3DMark је бенчмарк рачунара направљен од стране корпорације Futuremark. Намена му је да оцени DirectX перформансе графичких картица на неком рачунарском систему. Мерна јединица овог бенчмарка, mark, је намењена нормализованом поређењу различитих картица, што даје увид у њихово очекивано понашање са другим графичким програмима и играма.

## Критике
Иако је један од најпознатијих бенчмарка у својој класи, доста је критикован као непоуздан. На реално понашање картице у неком рачунару утиче не само она сама већ и остале његове компоненте тј. то што се картица одлично понаша у оптималним условима, не значи да ће исти случај бити на сваком другом рачунару.
Такође, није могуће је тестирати све долазеће ситуације из игара и програма који тек треба да се појаве на тржишту, тако да резултати 3DMark-а нису необорива гаранција да ће се тестирана графичка картица у односу на друге увек понашати исто као и на бенчмарку тј. могуће је како реално бољој карти дати нижу, тако и реално лошијој карти дати вишу оцену.

## Верзије
До данас постоји девет верзија 3DMark-а:
| - 3DMark99 - 3DMark2000 - 3dMark2001 - 3DMark2001 SE | - 3DMark03 - 3DMark05 - 3DMark06 - 3DMark Vantage (објављен на званичном сајту 28. априла 2008. године у 15:00h; наследник 3DMark06 верзије, намењен искључиво за MS Windows Vista) - 3DMark 11 (објављен 30. новембра 2010, намењен искључиво DirectX 11 компатибилним графичким картицама) - 3DMark (објављен 4. фебруара 2013. (Windows) и 2. априла 2013. (Android)) |

Број у имену одговара години за коју је најављена тржишна доступност особина графичких картица које бенчмарк тестира. Обично се свака верзија објављује неколико месеци пре године за коју је направљена. Оцене једне графичке картице на свакој новијој верзији 3DMark-а су све ниже зато што се увек тестирају новија и новија достигнућа на пољу рачунарске графике.